# ساري ماتنوروتين
ساري ماتنوروتين (5 أكتوبر 1996 بكمبوديا - ) هو لاعب كرة قدم كمبودي في مركز الهجوم. شارك مع منتخب كمبوديا لكرة القدم. أما مع النوادي، فقد لعب مع بنوم بنه كراون وAsia Euro University ‏ وNagaworld FC ‏.

## وصلات خارجية
- ساري ماتنوروتين على موقع قاعدة بيانات كرة القدم.إي يو (الإنجليزية)
- ساري ماتنوروتين على موقع ناشيونال فوتبول تيمز (الإنجليزية)